# Мариуца, Иван Константинович
Иван Контантинович Мариуца (7 (19) января 1848 — ?) — русский военный деятель, генерал-майор. Участник Хивинского похода и Русско-турецкой войны.

## Биография
В 1868 году после окончания Тверского кавалерийского юнкерского училища произведён в офицеры. В 1871 году произведён в сотники.
С 1873 года участник Хивинского похода. В 1874 году за «боевое отличие» произведён в есаулы. В 1875 году «за боевое отличие» произведён в войсковые старшины. В 1878 году участвовал в Русско-турецкой войне.
В 1883 году произведён в подполковники и назначен командиром батальона 73-го Крымского Е. И. В. Александра Михайловича полка. С 1884 года Копальский уездный воинский начальник, начальник Копальской местной команды и начальник Копальского военного госпиталя.
В 1891 году произведён в полковники и назначен командиром 1-го Брест-Литовского крепостного пехотного батальона.
10 июля 1896 года произведён в генерал-майоры.